# شمشیردندان‌نمائیان
شمشیردندان‌نمائیان (نام علمی: Nimravinae) نام یک زیرخانواده از تیره شمشیردندان‌نمایان است.